# Belgrandiella globulosa
Belgrandiella globulosa is een slakkensoort uit de familie van de Hydrobiidae. De wetenschappelijke naam van de soort is voor het eerst geldig gepubliceerd in 1979 door Bole.